# Kai Dittmer
Kai Dittmer (* 31. Oktober 1974) ist ein ehemaliger deutscher Fußballspieler.

## Werdegang
Der jüngere Bruder von Lothar Dittmer spielte als Jugendlicher beim FC Normannia Harburg, dem FC Süderelbe und der JSG Jesteburg/Bendestorf. Bei letzterem Verein spielte der 1,86 Meter große Stürmer, bis er 18 Jahre alt war.
Dittmer spielte ab 1993 beim Harburger TB unter Trainer Uwe Knodel in der Verbandsliga, später mit demselben Verein unter Trainer Bert Ehm in der Oberliga. Der Linksfuß machte andere Vereine unter anderem durch seine Schnelligkeit auf sich aufmerksam. Er war sich im Vorfeld der Saison 1997/98 bereits mit dem TuS Hoisdorf einig, wechselte dann aber als Profispieler zum Zweitligisten FC St. Pauli. Dittmer wurde meist in der Amateurmannschaft der Hamburger eingesetzt, in der 2. Fußball-Bundesliga kam der Angreifer während der Saison 1997/98 auf drei Spiele. Bei seinem Zweitligaeinstand im April 1998 stand Dittmer als Sturmspitze im Spiel gegen Energie Cottbus in der Anfangself. Im Juni 1998 erzielte Dittmer bei einem 4:1-Auswärtssieg über die SpVgg Unterhaching am letzten Spieltag seinen einzigen Treffer in der 2. Bundesliga. Anlässlich seines Tores gegen Unterhaching beschrieb das Hamburger Abendblatt Dittmers Spielweise mit den Worten „Er verabschiedete sich mit dem, was er kann: Ball vorlegen, nachlaufen, reinmachen.“
Dittmer verließ den FC St. Pauli und stand 1998/99 sowie 1999/2000 in Diensten des Regionalligisten VfB Oldenburg. Im Spieljahr 2000/01 weilte Dittmer erst beim FC Schönberg 95 (Oberliga Nordost) und traf Ende August 2000 mit den Mecklenburgern in der ersten Runde des DFB-Pokals auf den FC Bayern München. Bei der 0:4-Niederlage wurde Dittmer in der 71. Minute eingewechselt. In der Winterpause 2000/2001 verließ er Schönberg und schloss sich dem Hamburger Landesligisten Komet Blankenese an.
In der Saison 2001/02 spielte Dittmer zunächst für den Oberligisten Eimsbütteler TV, im Frühjahr 2002 wechselte er zum Harburger TB (Verbandsliga) zurück. Dittmer ging nach der Saison 2001/02 wieder nach Oldenburg. Er spielte bis 2005 beim VfL Oldenburg. 2006 verließ er GVO Oldenburg (Bezirksoberliga) und spielte ab Januar 2007 beim TSV Buchholz 08 in der Hamburg-Liga nachdem er zuvor auch beim FC Elmshorn als Neuzugang vermeldet worden war. In späteren Jahren bestritt Dittmer Spiele mit der Altliga-Mannschaft des Hamburger SV.